# XerxesDZB
Pour les articles homonymes, voir Xerxès.
Maillots
Le XerxesDZB, autrefois appelé le Xerxes, est un club néerlandais de football fondé le 1er mars 1904 et basé dans le nord de la ville de Rotterdam. 
Le club s'appelle XerxesDZB depuis sa fusion avec DZB Zevenkamp en 2000.
Club historique de Rotterdam, Xerxes a joué dans le championnat des Pays-Bas à plusieurs reprises lorsqu'il était amateur et a été un club professionnel dans les années 1950 et 1960.
Aujourd'hui le club est une équipe amateur locale à Rotterdam. 

## Histoire
Le club est fondé le 1er mars 1904 par la famille Van Koetsveld, qui tire son origine de la classe laborieuse de Rotterdam. 
En 1925, Xerxes atteint la finale de la coupe des Pays-Bas.
Lors de la saison 1931-1932, qui est la première jouée en 1e Klasse, Xerxes partage les terrains de VOC,, en attendant la construction de son stade de 30 000 places, le Wilgenplas où le club reste 8 ans avant que la société gérante du stade ne fasse faillite.
Xerxes devient professionnel en 1954, lors de la professionnalisation du football néerlandais. Ils jouent de 1954 à 1960 en tant que pro avant de faire un passage de deux saisons en tant que club amateur. Après être redevenu professionnel, Xerxes joue pour la première fois en Eredivisie lors de la saison 1966-1967. À cette époque les matchs de Xerxes se jouent à Het Kasteel.
À la fin de cette saison, Xerxes fusionne avec DHC (en) et devient Xerxes/DHC'66. S'ensuit un déménagement à Delft où le club fait faillite à l'issue de la saison 1967-1968.
Xerxes joue ensuite dans les différents échelons du football amateur et fusionne en 2000 avec DZB Zevenkamp et devient XerxesDZB.
En octobre 2012, le club joue face à Feyenoord en coupe des Pays-Bas. Le match se joue pour l'occasion à Het Kasteel, et le Volkskrant perçoit ce match comme « une nuit de nostalgie rotterdamoise ».

## Joueurs emblématiques
Le club a réalisé une équipe du siècle. Cette équipe est composée de :
- Eddy Treijtel
- Hans Hazebroek
- Frans Meijer
- Nico Jalink
- Ton Rijsdijk
- Martin Snoeck
- Ad Verhoeven
- Willem van Hanegem
- Wim Lagendaal
- Coen Moulijn
- Faas Wilkes